# Aiulf I
Aiulf I (ook wel Aione) was van 641 tot zijn dood in 646 de hertog van Benevento. Hij was de zoon en opvolger van Arechis I, maar hij was mentaal labiel en zijn adoptieve broers Radoald en Grimoald traden als regenten voor hem op. In 646 kreeg zijn hertogdom te kampen met een inval van  Slavische plunderaars. Dezen landden in de buurt van Siponto aan de Adriatische Zee. Aiulf leidde zijn troepen persoonlijk tegen de indringers, maar zijn paard viel in een door de Slaven gegraven kuil rondom hun kamp. Aiulf werd omsingeld en gedood. Zijn broer Radoald volgde hem op.